# Ken Arai
Ken Arai (18degrees / a-la-i) japán zenész, zenei producer és DJ. 
2003-ban debütált Kaori Okano-val a "transluv" együttesben. Azóta is zenei producerként készít zenei összeállításokat, és több albumot kiadott szólóművészként, és gitárosként is aktív.

## Diszkográfia

### 18degrees-ként
- Tokyo Boy, Tokyo Girl（2008）
- Time Travel:House Cover Of Eternal Songs（2008）

### a-la-i-ként
- Japon EP (2011)
- Touch EP (2011)
- AmanoJack EP (2012)
- Stardust EP (2012)
- Hands Up EP (2013)

### Ken Arai (szólóművészként)
- Locked Room Original Soundtrack (2012)
- Locked Room Extra Track (2012)
- LAST HOPE Original Soundtrack (2013)

## Zenék készítve

### Művészek számára
Mai Endo
- You're the one（összeállítás）

### TV-dráma sorozatokhoz
- Tokyo kis Little Love (Fuji Televízió, 2010)
- Locked Room (Fuji Televízió, 2012)
- Last Hope (Fuji Televízió, 2013)
- Locked Room SP (Fuji Televízió 2014)
- Heartbreak Chocolatier (Fuji Televízió, 2014)
- Kiss of Todome (Nippon Televízió, 2018)
- Switched (Netflix, 2018)
- Trace - The Man of Kasouken (Fuji Televízió, 2019)

### TV animációs sorozatokhoz
- Parasyte (Nippon Televízió, 2014)
- Star-Myu (TOKYO MX és mások, 2015)
- Pingu in the City (NHK Education Television, 2017)

## Fordítás
Ez a szócikk részben vagy egészben  a   Ken Arai című japán Wikipédia-szócikk ezen változatának fordításán alapul.  Az eredeti cikk szerkesztőit annak laptörténete sorolja fel. Ez a jelzés csupán a megfogalmazás eredetét és a szerzői jogokat jelzi, nem szolgál a cikkben szereplő információk forrásmegjelöléseként.